# شیروینتوس
شیروینتوس (به لاتین: Širvintos) یک شهرک در لیتوانی با جمعیت ۶٬۱۹۷ نفر است که در شهرستان ویلنیوس واقع شده‌است.